# Flavignac
Flavignac település Franciaországban, Haute-Vienne megyében. Lakosainak száma 1060 fő (2022. január 1.). Flavignac Séreilhac, Les Cars, Lavignac, Meilhac, Nexon, Pageas, Rilhac-Lastours és Saint-Martin-le-Vieux községekkel határos.

## Népesség
A település népességének változása:
| Lakosok száma | 1040 | 1049 | 1069 | 1061 | 1065 | 1075 | 1070 | 1065 | 1060 |
|               | 2013 | 2015 | 2016 | 2017 | 2018 | 2019 | 2020 | 2021 | 2022 |